# Bieżące zróżnicowanie partii
Bieżące zróżnicowanie partii – zdefiniowana przez Anthony’ego Downsa, twórcę ekonomicznej teorii demokracji, różnica bieżącej użyteczności wyborcy przy wyborze między dwiema partiami: rządzącą a opozycyjną. Wyraża się wzorem:
{\displaystyle J^{C}=U_{t}^{A}-E(U_{t}^{B}),}
gdzie:
| {\displaystyle J^{C}}        | – | bieżące zróżnicowanie partii, |
| {\displaystyle U_{t}^{A}}    | – | użyteczność, jaką wyborca uzyskuje obecnie (w czasie {\displaystyle t}), czyli podczas rządów obecnie rządzącej partii, |
| {\displaystyle E(U_{t}^{B})} | – | wartość oczekiwana użyteczności, jaką prawdopodobnie uzyskałby wyborca, gdyby partia będąca obecnie w opozycji była jednak (hipotetycznie) u władzy i realizowała obecnie (w czasie {\displaystyle t}) politykę zgodną ze swoim obecnym programem (realizowała swoje obietnice wyborcze). |

Pojęcie bieżącego zróżnicowania partii zostało wprowadzone na skutek trudności z prawidłowym sformułowaniem oczekiwań odnośnie do przyszłości, będących podstawą wyznaczenia oczekiwanego zróżnicowania partii. Dlatego przy założeniu o stałości polityk obu partii oraz stałości użyteczności z nich płynącej, można zróżnicowanie oczekiwane zastąpić bieżącym. Jeśli bieżące zróżnicowanie partii jest dodatnie, wyborca powinien głosować na partię obecnie rządzącą, jeżeli ujemne – na partię opozycyjną.